# Breakaway (singel Kelly Clarkson)
Breakaway – ballada rockowa autorstwa Avril Lavigne, Bridget Benenate i Matthew Gerrarda, która została wyprodukowana przez Johna Shanksa. Utwór nagrany przez amerykańską piosenkarkę Kelly Clarkson i wydany na soundtracku do filmu Pamiętnik księżniczki 2: Królewskie zaręczyny przez Walt Disney Records. Później znalazł się na drugim studyjnym albumie wokalistki Breakaway (2004) i został wydany jako pierwszy singel z tej płyty w Ameryce Północnej, Ameryce Łacińskiej i Australii, a jako piąty w Europie.

## Tło
Utwór został pierwotnie nagrany przez kanadyjską piosenkarkę Avril Lavigne w 2002 roku podczas sesji do jej debiutanckiego krążka Let Go, jednak uznała, że utwór nie pasuje do całości materiału i postanowiła wysłać go właśnie Kelly Clarkson, której spodobała się piosenka. Najpierw Kelly nagrała „Breakaway” do filmu Pamiętnik księżniczki 2: Królewskie zaręczyny, a potem na swój album o tym samym tytule.

## Wydanie
Piosenka została wydana na singlu w lipcu 2004 roku w Stanach Zjednoczonych. Po dwóch poprzednich singlach „Low” i „The Trouble with Love Is”, promujących debiutancki krążek artystki, krytycy twierdzili że, tak jak poprzednio, „Breakaway” nie odniesie wielkiego sukcesu. Sytuacja zmieniła się w sierpniu 2004, kiedy utwór wszedł na notowanie Billboard Hot 100 i powoli zaczął zajmować coraz wyższe pozycje. Stopniowo stał się jednym z największych hitów do końca 2004 roku, zajmując szóstą pozycję na liście Billboard. Jest jednym z najdłużej notowanych w całej historii Billboardu (aż do lipca 2005). Po części sukces odniósł także przez cyfrową sprzedaż dzięki której przyznano mu złotą płytę.

## Osiągnięcia
„Breakaway” spędził rekordowe dwadzieścia kolejnych tygodni na pierwszej pozycji notowania Hot Adult Contemporary Recurrents listy Billboard. Dzieli rekord z utworem „A New Day Has Come” Céline Dion i najdłużej zajmował pierwszą pozycję. W Australii zadebiutował na czternastej pozycji, a w trzecim tygodniu od wydania, na dziesiątej. Był także bardzo popularny w Kanadzie gdzie dotarł do trzeciego miejsca na liście. Był to piąty singel Kelly, wydany w Holandii i Wielkiej Brytanii.
W lutym 2005 roku singel zdobył status złotej płyty przyznanej mu przez RIAA za sprzedaż 1 413 000 egzemplarzy w Stanach Zjednoczonych.

## Teledysk
Reżyserią wideoklipu zajął się Dave Meyers. Przedstawia on Kelly początkowo jako małą dziewczynkę a później dorosłą kobietę która jest gwiazdą sceny muzycznej. W jej rolę wcieliła się aktorka Lindsey Krueger. Clarkson chciała aby w wideoklipie była zachowana równowaga pomiędzy tematem piosenki i tematem filmu. Pierwotnie w materiale miało być więcej scen pokazujących dorastającą Kelly, jednak wyeliminowano je z powodu braku czasu. Teledysk został nakręcony w londyńskim Hammersmith Apollo, podczas tournée piosenkarki po Europie.
Istnieje także inna wersja teledysku w której ukazane są sceny z filmu Pamiętnik Księżniczki. Wersja ta była emitowana w USA wkrótce po tym, gdy popularność tego filmu zmalała.

## Lista utworów
Australian CD single
1. „Breakaway” (Radio Edit) – 4:00
2. „Because of You” – 3:39

UK CD single
1. „Breakaway” (Single Version) – 3:59
2. „Breakaway” (NapsterLive) – 4:19

Promo CD
1. „Breakaway” (Album Version) – 3:58
2. „Breakaway” (Call Out Hook) –: 10
3. „Breakaway” (Enhanced CD Video) – 4:08

## Covery
- Katie Stevens zaśpiewała „Breakaway” w dziewiątym sezonie Idola.
- Belle Amie zaśpiewała piosenkę podczas siódmego sezonu programu The X Factor.
- Megan Hilty zaśpiewała piosenkę w dziesiątym odcinku programu telewizyjnego SMASH.